# Jaraicejo
Jaraicejo ist ein westspanischer Ort und eine Gemeinde mit 436 Einwohnern (Stand: 2024) in der Provinz Cáceres in der Autonomen Gemeinschaft Extremadura. Der Ort liegt nur wenig südlich des Nationalparks Monfragüe.

## Lage und Klima
Der ca. 505 m hoch gelegene Ort Jaraicejo liegt am westlichen Rand der nur dünn besiedelten Sierra de Villuercas etwa 2 km nördlich des Río Almonte. Die Provinzhauptstadt Cáceres ist etwa 72 km (Fahrtstrecke) in südwestlicher Richtung entfernt; die historisch bedeutsame Kleinstadt Trujillo liegt etwa 27 km südlich und das Kloster Guadalupe befindet sich etwa 78 km südöstlich. Die spanische Hauptstadt Madrid ist gut 230 km in nordöstlicher Richtung entfernt. Das Klima ist gemäßigt bis warm; Regen (ca. 750 mm/Jahr) fällt überwiegend im Winterhalbjahr.

## Bevölkerungsentwicklung
| Jahr      | 1857 | 1900 | 1950 | 2000 | 2021 |
| Einwohner | 1101 | 1968 | 2636 | 724  | 457  |

Die Mechanisierung der Landwirtschaft sowie die Aufgabe bäuerlicher Kleinbetriebe („Höfesterben“) haben seit den 1950er Jahren zu einem deutlichen Bevölkerungsrückgang geführt.

## Wirtschaft
Das Gemeindegebiet besteht größtenteils aus bewaldetem Bergland; auf den landwirtschaftlich genutzten Flächen in den Tallagen wird sowohl Ackerbau als auch Viehzucht betrieben. Seit den 1970er Jahren ist der Tourismus als Einnahmequelle der Gemeinde hinzugekommen.

## Geschichte
römische und westgotische Spuren fehlen und auch die Mauren hinterließen nur wenige Zeugnisse ihrer Anwesenheit. Die Region um Trujillo wurde seit dem Jahr 1133 wiederholt von christlichen Heeren angegriffen, doch gelang die endgültige Rückeroberung (reconquista) erst in den Jahren um 1230 unter Alfons IX. von León. Die erste urkundliche Erwähnung des Ortsnamens stammt aus dem Jahr 1284.

## Sehenswürdigkeiten

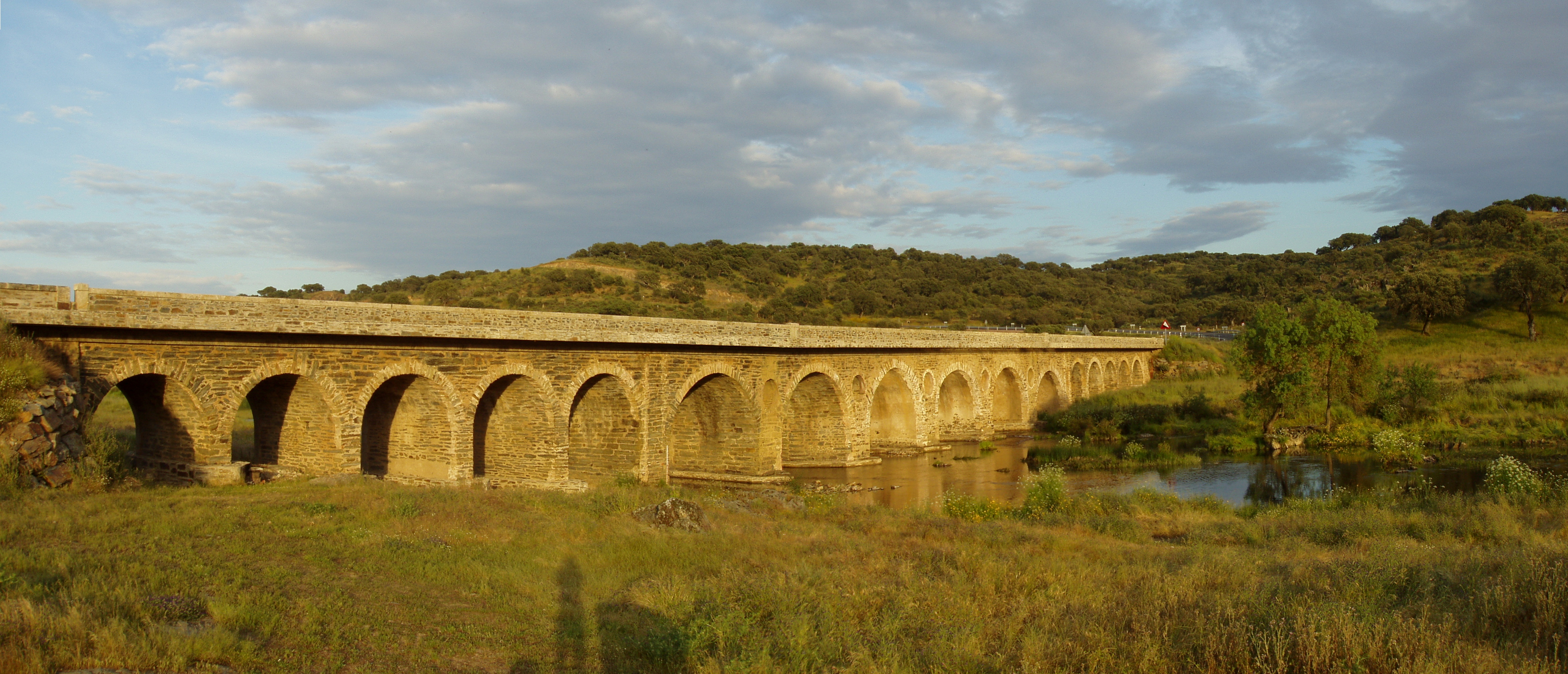
Viadukt über den Río Almonte

- Die im 16. Jahrhundert über einer älteren Vorgängerkirche erbaute einschiffige Mariä-Himmelfahrts-Kirche (Iglesia de Nuestra Señora de la Asunción ) steht auf dem höchsten Punkt des Ortes; das Kirchenschiff ist 42 m lang, 17 m breit und über 20 m hoch und damit eine der größten Kirchen der Provinz Cáceres. Die Außenwände bestehen größtenteils aus nur wenig bearbeiteten Bruchsteinen (mampostería); lediglich die Portal- und Fensterrahmungen sind aus exakt gearbeiteten Werksteinen gefertigt. In der Taufkapelle steht ein romanisches Taufbecken.[5]
- Von der ehemaligen Burg (castillo) ist nur ein Rundturm erhalten.[6]
- In einem ehemaligen Getreidespeicher (pósito) sind das Rathaus (ayuntamiento) und ein Museum untergebracht.[7]
- Im oder beim Ort befinden sich eine Gerichtssäule (rollo) sowie mehrere Brunnen (pozos).

Umgebung
- Etwa 2 km südlich des Ortes führen drei Brücken, darunter ein ca. 400 m langes Viadukt aus dem 15. Jahrhundert, über den Río Almonte; der heutige Zustand der Brücke entstammt jedoch weitgehend dem 17. Jahrhundert.

## Persönlichkeiten
- Luisa Carvajal y Mendoza (1566–1614), Verfasserin religiöser Gedichte und Predigerin gegen den Anglikanismus und Missionarin der Gegenreformation in England
- Abundio García Román (1906–1989), Gründer der „Katholischen Arbeiter-Bruderschaft“ (Hermandades Católicas de Trabajadores)